# Looney Tunes
Pour les articles homonymes, voir Looney Tunes (homonymie).
 (janvier 2024).
Si vous disposez d'ouvrages ou d'articles de référence ou si vous connaissez des sites web de qualité traitant du thème abordé ici, merci de compléter l'article en donnant les références utiles à sa vérifiabilité et en les liant à la section « Notes et références ».
Production
Diffusion
Looney Tunes est une série de dessins animés diffusée depuis le 29 mai 1929 propriété de la Warner Bros. (WB). Cette série a été produite en compagnie des Merrie Melodies. Les personnages de la Warner deviennent également connus sous le nom Looney Tunes (souvent mal épelé, intentionnellement ou non, sous le nom de Looney Toons). Looney Tunes est une variation de Silly Symphonies, le nom des séries de courts-métrages musicaux de Walt Disney (littéralement « Symphonies idiotes »). Looney Tunes possédait originellement les compositions musicales des aventures des personnages Bosko et Buddy. Plus tard, les courts-métrages Looney Tunes relatent les aventures de célèbres personnages tels que Bugs Bunny, Daffy Duck, Porky Pig, Elmer Fudd, Sylvestre (Grosminet), Speedy Gonzales, Titi, Marvin le Martien, Taz, Bip Bip et Coyote, Charlie le coq, Sam le pirate, Pépé le putois, Mémé, Gossamer et bon nombre d'autres personnages.
Originellement produite par Harman-Ising Pictures, Looney Tunes a été produite par Leon Schlesinger Productions et Tex Avery de 1933 à 1944, date à laquelle Leon Schlesinger a vendu ses studios à Warner Bros. Les studios, rebaptisés Warner Bros. Cartoons, continuent la production jusqu'en 1963. Les Looney Tunes étaient externalisés à DePatie-Freleng Enterprises de 1964 à 1967, et Warner Bros. Cartoons réassume sa production de la série durant les deux dernières années. De 1942 jusqu'à 1969, Looney Tunes est la plus populaire des séries de dessins animés au cinéma, dépassant même la popularité de Disney et de ses autres rivaux. Début 1960, les courts-métrages étaient rediffusés dans différentes émissions de télévision qui rappellent par la suite l'énorme popularité qu'avait connue la série durant de nombreuses décennies avant d'être rachetée par Turner Broadcasting System. 
La chaîne de télévision Cartoon Network a rediffusé les courts-métrages durant 12 ans, depuis sa création en 1992 jusqu'en 2004. Les cartoons étaient diffusés sur Cartoon Network même, mais aussi sur sa chaîne sœur Boomerang, spécialisée dans les « animations classiques ». Au fur et à mesure, la série disparaît des chaînes. En novembre 2009, Cartoon Network rediffuse de nouveau les Looney Tunes, mais arrête leur rediffusion au début de l'année 2010. Bon nombre de DVD sont commercialisés sous la licence Time Warner.

## Personnages
Les personnages principaux et/ou très récurrents incluent particulièrement : Bugs Bunny, Daffy Duck, Bip Bip et Coyote, Titi, Sylvestre le chat (surnommé Grosminet par Titi), Bosko, Buddy, Charlie le coq, Marvin le Martien, Elmer Fudd, Gossamer, Lola Bunny, Mélissa Duck, Mémé, Pépé le putois, Porky Pig, Sam le pirate, Speedy Gonzales, et Taz.

## Histoire

### Époque cinématographique (depuis 1929)
Au tout début de l'existence de la série, les histoires des Looney Tunes et des Merrie Melodies étaient inventées à partir de la vaste bibliothèque des musiques Warner (à remarquer : les titres Looney Tunes et Merrie Melodies). De 1934 à 1943, Looney Tunes est produite en couleur et Merrie Melodies en noir et blanc. Après 1943, cependant, les deux séries étaient produites en couleur et devenaient virtuellement indistinguables, à la seule différence stylistique entre les génériques de début et de fin. Dès 1937, le thème musical des Looney Tunes était « The Merry-Go-Round Broke Down » de Cliff Friend et Dave Franklin ; le thème musical des Merrie Melodies était une reprise de « Merrily We Roll Along » de Charles Tobias, Murray Mencher et Eddie Cantor.
En 1929, Warner Bros. était intéressé dans le développement des courts-métrages musicaux pour faire une promotion de leurs musiques. Ils acquirent Brunswick Records parmi quatre autres distributeurs, pour la somme de 28 millions de dollars. Warner conclut avec Leon Schlesinger de produire des cartoons chez Warner Bros. Schlesinger engagea Hugh Harman et Rudolf Ising, et ils réalisèrent les toutes premières séries de cartoons. Bosko était le tout premier personnage principal des Looney Tunes, ayant débuté dans le court-métrage intitulé Bosko, The Talk-Ink Kid en 1929. Le premier court-métrage des Looney Tunes était intitulé Sinkin' in the Bathtub, réalisé en 1929. Lorsque Harman et Ising quittèrent Warner Bros. en 1933 à cause d'un problème de budget avec Schlesinger, ils reprirent tous les droits des cartoons et des personnages qu'ils avaient créé.
Un nouveau personnage appelé Buddy devint le seul personnage de la série Looney Tunes à être utilisé durant quelques années. Avec les animateurs travaillant pour le studio Warner Bros. Cartoons, ils créèrent leur tout premier véritable personnage de Looney Tunes, Porky Pig, intronisé en 1935 avec Beans the Cat du dessin animé intitulé I Haven't Got a Hat, une Merrie Melodie, réalisé par Friz Freleng. Beans fut le héros de Golddiggers of '49, mais c'était Porky qui tenait essentiellement le rôle vedette devant Beans. Les personnages de I Haven't Got a Hat, dont Oliver Owl et les chiens jumeaux Ham et Ex, ont également apparus dans d'autres courts-métrages, mais ont été dépassés de loin par Beans et Porky ; Beans lui-même étant la cause d'une baisse de popularité, laissant Porky être le seul personnage célèbre du studio. S'ensuivirent les débuts de célèbres personnages de la série Looney Tunes, tels que Daffy Duck (en 1937) et le plus apprécié des Looney Tunes, Bugs Bunny (en 1940).
Bugs apparaissait principalement dans les Merrie Melodies ; il rejoignit l'équipe des Looney Tunes dans le dessin animé intitulé Buffalo Bugs. La production en couleur des Looney Tunes, commença avec le dessin animé intitulé The Hep Cat en 1942. Le dernier court-métrage en noir et blanc des Looney Tunes fut Puss n' Booty en 1943, réalisé par Frank Tashlin. Bugs Bunny fit une petite apparition à la fin du dessin animé de 1943 de Frank Tashlin intitulé Porky Pig's Feat qui a marqué la seule apparition de Bugs Bunny en noir et blanc dans la série. Schlesinger vendit ses intérêts à Warner Bros., et partit à la retraite en 1944. Il mourut cinq années plus tard.
La série originale et théâtrale Looney Tunes est diffusée depuis 1930 Durant une partie des années 1960, les courts-métrages étaient produits par DePatie-Freleng Enterprises après que Warner Bros. aient été contraints de fermer leur studio. Ces courts-métrages se caractérisaient par un pré-générique utilisant un graphisme dépouillé et une animation limitée reprise des séries The Merry-Go-Round Broke Down, arrangés par William Lava. En 1967, les logos étaient mis à jour, remplaçant tous les éléments Warner Bros. par le logo Warner Bros.-Seven Arts. Il y eut aussi un nouveau thème musical. Ces derniers courts-métrages étaient évidemment créés avec un budget moindre, et semblaient pauvres en comparaison des précédents courts-métrages. Ils ressemblaient aux courts-métrages produits par Hanna-Barbera (basé sur les influences d'Alex Lovy, qui avait travaillé pour Hanna-Barbera après Walter Lantz Studio). Les studios de cartoons Hanna-Barbera et Warner Bros. ont, finalement, traversé une période faite de multiples rebondissements et d'associations.

### Époque télévisuelle (depuis 1955)

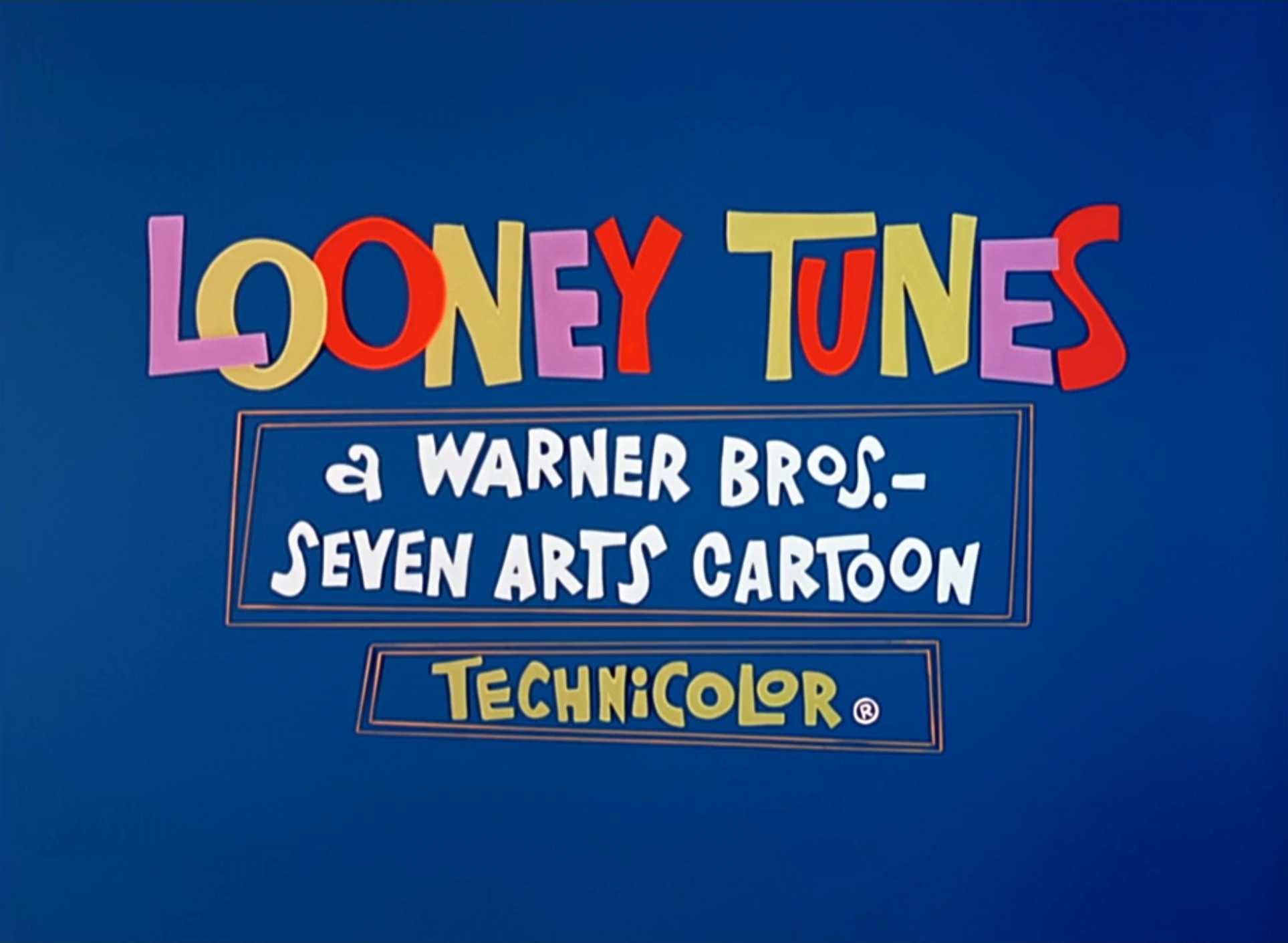
Carton-titre du générique d'ouverture utilisé de 1967 à 1969.

La popularité de la série des Looney Tunes s'est renforcée lorsque les courts-métrages ont commencé une diffusion sur les chaînes de télévision en 1955 sous une variante de titres et formats. Cependant, depuis que les reprises des courts-métrages ont tenté à viser un jeune public et que ceux-ci étaient diffusés sur les chaînes pour enfants durant les années 1970, les courts-métrages Looney Tunes ont été édités, supprimant les scènes de violence (particulièrement les scènes de suicide et des personnages faisant des cascades dangereuses que les jeunes téléspectateurs impressionnables pouvaient facilement imiter), les caricatures raciales et ethniques (particulièrement les portraits stéréotypés des noirs, des mexicains, des juifs, des indiens d'Amérique, des asiatiques, et allemands en tant que nazis) et des scènes de vice (tels que des personnages fumant des cigarettes, ingérant des pilules, ou buvant de l'alcool).
En 1988, de nombreux personnages de la série Looney Tunes font une apparition dans le plus remarquable des films d'animation de Disney et Amblin intitulé Qui veut la peau de Roger Rabbit. Ces petites apparitions notables comportent les personnages de Bugs Bunny, Daffy Duck, Sam le pirate, Sylvestre et Titi. C'est la première fois que les Looney Tunes partagent le même moment dans un film avec leur rival de toujours Disney (producteurs du film) — particulièrement lorsque Bugs Bunny et Mickey Mouse font du saut en parachute, et lorsque Daffy Duck et Donald Duck font ensemble un duo de pianistes hors pair.
Aussi, aux États-Unis, dès le 12 septembre 1988, Nickelodeon diffuse tous les courts-métrages de la série dans une émission intitulée Looney Tunes on Nickelodeon jusqu'au 11 septembre 1999. Looney Tunes on Nickelodeon est la plus longue des émissions de séries d'animation après Nicktoons. En 1996 Space Jam, un film d'animation mêlant acteurs et images de synthèse, est commercialisé, mettant en scène Bugs Bunny et le joueur de basketball Michael Jordan. Malgré son scénario, le film reçoit une note moyenne des critiques, mais le film est un succès majeur au box-office, et gagne un revenu d'approximativement 100 000 000 de dollars uniquement aux États-Unis, et devient presque le film animé non-Disney à atteindre un tel chiffre de revenu. Pour une période de deux ans, il est le plus grand film à revenu non-Disney jamais réalisé et inclut un nouveau personnage nommé Lola Bunny.

### Actuellement (depuis 1997)

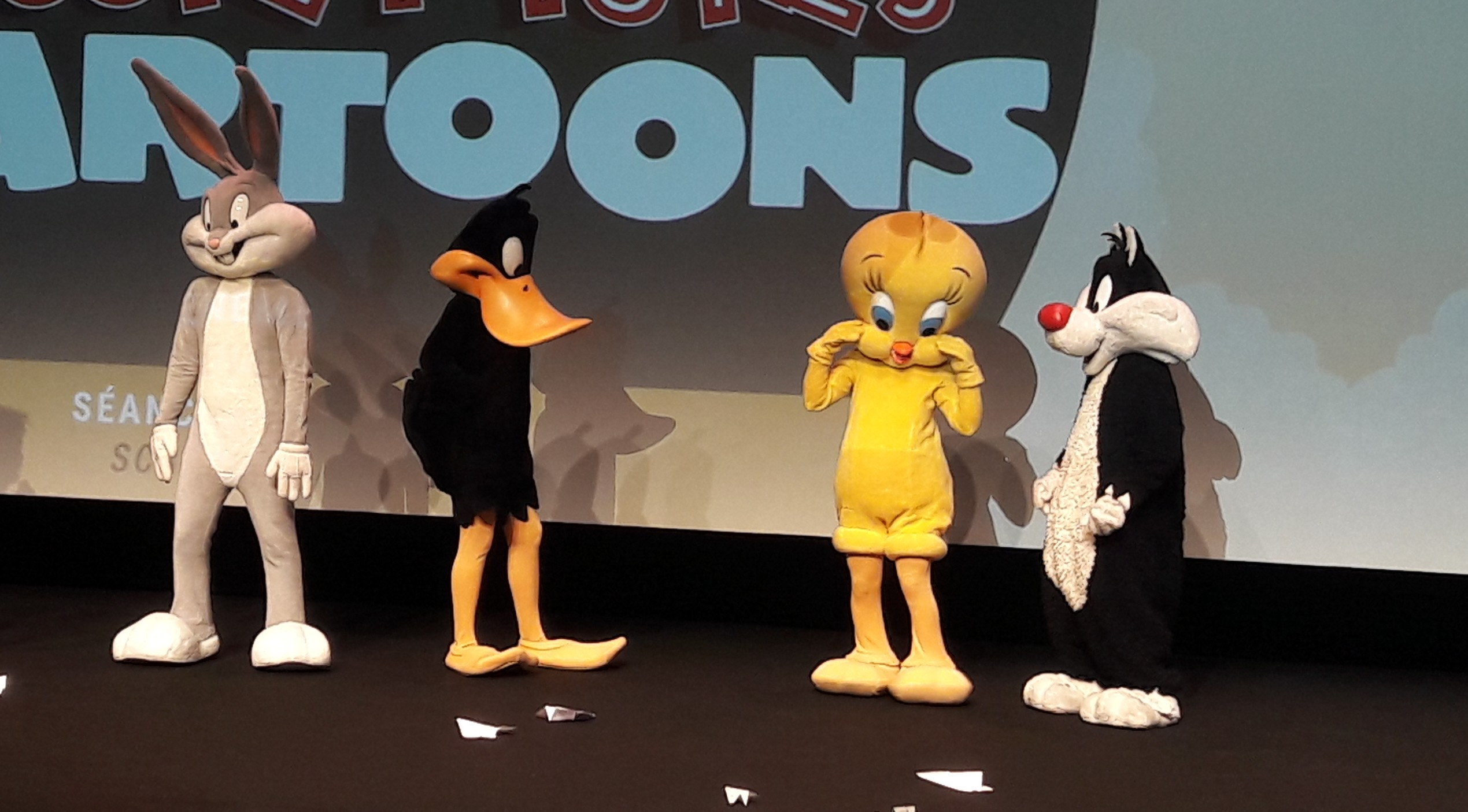
Bugs Bunny, Daffy Duck, Titi et Grominet au festival international d'animation d'Annecy 2019.

En 2000, Warner Bros. décide de créer une bibliothèque exclusive de courts-métrages Looney Tunes et Merrie Melodies pour les propriétés Time Warner, et spécialement celle de la chaîne de télévision Cartoon Network. De décision prioritaire, les courts-métrages Looney Tunes ont été diffusés aux États-Unis sur un bon nombre de chaînes, notamment Cartoon Network, Nickelodeon (dans l'émission Looney Tunes on Nickelodeon) et sur ABC (sous le nom de The Bugs Bunny and Tweety Show). Les séries étaient considérées comme trop longues sur les deux dernières chaînes, et la décision de Warner Bros. a forcé les deux chaînes à annuler leurs programmes. C'est pour cette principale raison que les Looney Tunes ne sont actuellement plus vus à la télévision. En 2003, un film tente de reprendre l'esprit des courts-métrages originaux ; ce film d'animation est intitulé : Les Looney Tunes passent à l'action. Ce film a gagné beaucoup de réactions positives,. En 2006, Warner Home Video commercialise un nouveau film de noël des Looney Tunes intitulé Le Noël des Looney Tunes relatant des personnages travaillant dans un magasin pour Daffy Duck. Le film parodie le célèbre livre de Charles Dickens, nommé Un chant de Noël.
Aux États-Unis, sur Cartoon Network, The Looney Tunes Show est diffusé depuis le 3 mai 2011. Issu de Warner Bros. Animation et du producteur Sam Register, le concept se base autour de Bugs et Daffy quittant leur forêt et s'invitant dans une ville avec des voisins « hauts en couleur » incluant Sylvestre et Titi, Mémé et bien sûr Sam le pirate.

## Controverses

### Stéréotypes
Bon nombre des courts-métrages Looney Tunes et Merrie Melodies ne sont plus diffusés sur la télévision américaine, bien que certaines séries sont en vente licenciées Warner Bros, car beaucoup de stéréotypes raciaux de Noirs, Juifs (spécialement durant les premiers courts-métrages, bien que les frères Warner étaient juifs), Amérindiens, Asiatiques tels que les Japonais (spécialement durant les épisodes relatant la Seconde Guerre mondiale) et les Chinois, et plus tard les Allemands sont inclus dans les dessins animés. Onze dessins animés qui relataient pratiquement les personnages noirs stéréotypés (et un bon nombre de courts-métrages relatant les stéréotypes japonais) étaient censurés de la distribution en 1968 et sont connus sous le nom des onze censurés. Le succès est grandissant lorsque les courts-métrages réapparaissent devant le grand public ; en 1999, tous les courts-métrages de Speedy Gonzales car ils représentaient un stéréotype fâcheux pour les Mexicains, seulement, car les stéréotypes étaient mineurs comparés à l'ère des stéréotypes de personnages de dessins animés relatant la Seconde Guerre mondiale et aux protestations de nombreux Hispaniques qui disaient que ces types de stéréotypes n'étaient pas offensant et que les courts-métrages de Speedy Gonzales rappelaient leur jeunesse, étaient de nouveau disponibles en 2002.
En addition à ces dessins animés notoires, la plupart des cartoons Warner contiennent souvent des stéréotypes raciaux ou ethniques. L'édition américaine intitulée Looney Tunes Golden Collection: Volume 3 inclut une publicité du volume du DVD tournée par Whoopi Goldberg qui explique que les courts-métrages étaient produits à une époque différente et contiennent des stéréotypes qui, auprès du regard moderne actuel, pourraient être considérés comme « choquants » et « racistes ».

### Colorisation
En 1967, la compagnie Warner Bros.-Seven Arts a procédé à une première mise en couleur de 78 Looney Tunes. Les bandes originales étaient envoyées en Corée du Sud sur lesquelles des artistes travaillaient à la main. La qualité n'était pas toujours au rendez-vous au point que certaines animations n'étaient plus reconnues. Ces dessins animés ont continué leur diffusion durant les dernières décennies.
En 1990, 1992 et 1995, Warner Bros. ressort ces 78 courts métrages ainsi 26 autres cartoons qui n'avaient pas été mis en couleur en 1967. Ces œuvres venaient de faire l'objet d'un traitement numérique. Ces versions ainsi remasterisées et colorisées étaient supérieures à celles traitées en 1967. Elles ont été diffusées pour la première fois sur les chaînes de télévision Turner (Cartoon Network et Boomerang excepté dans l'émission Late Night Black And White dans lequel étaient diffusées des séries en noir et blanc). Accidentellement, les versions coloriées main de 1967 ont continué à être diffusées sur les chaînes Turner.

## Propriété
Durant les années 1950, Warner Bros. vend ses courts-métrages Looney Tunes en noir-et-blanc (plus le premier Merrie Melodie, Lady, Play Your Mandolin!, et les Merrie Melodies en noir et blanc réalisés après qu'Harman et Ising soient partis) à Sunset Productions. Warner a insisté pour que les génériques de début et de fin soient supprimés pour éviter toute référence à Warner Bros. Les cartoons étaient distribués par Guild Films jusqu'à ce qu'il soit vendu à Motion Pictures pour la télévision. Durant les années 1960, Seven Arts Productions amène sa compagnie. En 1967, Seven Arts fusionne avec Warner Bros. pour créer Warner Bros.-Seven Arts retrouvant ainsi la propriété des films Warner.
En 1957, l'Associated Artists Productions (AAP) a acquis pour la télévision la quasi-totalité des films de la Warner avant 1950, y compris toutes les Merrie Melodies (à l'exception de ceux vendus à Sunset) et les Looney Tunes en couleur qui ont été produits avant août 1948. Contrairement à la vente a Sunset, AAP. été autorisé à conserver les génériques intacts et ont simplement inséré la phrase Associated Artists Productions presents au début de chaque film de sorte que chaque Merrie Melodies avait la chanson Merrily We Roll Along en jouant à deux reprises (alors que chaque Looney Tunes avait les deux morceaux d'ouverture chacun jouant une fois). AAP a été vendue plus tard à United Artists, qui a fusionné la société dans sa division Television-United Artists.
En 1981, l'UA a été vendu à la Metro-Goldwyn-Mayer, et cinq ans plus tard, Ted Turner a acquis la cinémathèque de la MGM qui comprend également les droits américains des films de la RKO, en plus des films pré-1986, les films de la Warner, et quelques-uns des films United Artists, dans une tentative de reprendre MGM. La Turner Broadcasting System (dont la division Turner Entertainment a supervisé la cinémathèque), a fusionné avec Time Warner en 1996, ainsi la cinémathèque classique a été une fois de plus sous la propriété de la Warner (même si, techniquement, ils sont la propriété de Turner, avec la Warner chargé des ventes et la distribution). Pendant tout ce temps, à partir de 1967 la Warner a été en mesure de conserver les droits de Lady Play Your Mandolin et les Looney Tunes en noir et blanc, même si un certain nombre d'entre eux sont passés dans le domaine public (WB détient les éléments originaux des films) -une majorité de ces cartoons ont été insérés sur de nombreuses cassettes vidéo à petit budget fabriqués par des distributeurs indépendants. Aujourd'hui, tous les cartoons de la Warner (y compris les cartoons post-'48) sont sous le même emblème de la Time Warner. United Artists (sous la direction de MGM/UA Home Video) a officiellement publié de nombreuses compilations des cartoons pré-8/48 sur VHS et LaserDisc, la plupart sous le titre « L'Âge d'or de Looney Tunes » (The Golden Age of Looney Tunes). Aujourd'hui, Warner Home Video détient les droits vidéo à l'ensemble des Looney Tunes/Merrie Melodies sortie animée par la Warner avec Turner Entertainment, c'est pourquoi leur coffrets DVD Looney Tunes Golden Collection comprend des dessins animés à la fois des cartoons pré-1948 et des cartoons post-1948.

### Qualité des tirages télévisés et vidéo
Les ensembles LTGC sont toutes dérivées à partir des négatifs originaux, restaurés à l'état original, l'idéal étant de créer une expérience semblable à quand les cartoons ont d'abord été présentés dans les salles (ou, dans certains cas, mieux qu'ils ne l'étaient lors de leur première sortie dans les salles). Cependant, il y a eu des plaintes par les téléspectateurs sur la façon dont de nombreux courts métrages ont été sursaturés ou endommagés par un excès de réduction de bruit vidéo numérique (ou DVNR), et parfois les couleurs ont été entièrement repensées.
Bugs Bunny a souvent été considéré[Par qui ?] comme le personnage concurrent de Mickey Mouse, Daffy Duck de Donald Duck et Porky Pig de Dingo[réf. nécessaire]. On peut d'ailleurs le voir dans deux scènes du film Qui veut la peau de Roger Rabbit ; lors du duel de piano entre Daffy Duck et Donald Duck ou lors de la chute libre d'Eddy Vaillant, accosté par Mickey et Bugs Bunny[Interprétation personnelle ?].

« That's all Folks! », soit : « C'est fini les amis ! ».

Bien qu'habituellement ce soit Porky Pig qui conclut la fin des séries d'animation de la Warner Bros. avec son bégaiement, « Tha-tha-that's all, folks! », Bugs apparaît de temps en temps en mâchant une carotte et disant avec son accent du Bronx-Brooklyn : « And dat's de end! » (c'est-à-dire And that's the end !).

## Liste d'épisodes
La série compte à ce jour en intégrant les Merrie Melodies autour de 1 000 épisodes, et une nouvelle saison débute en 2020.

## Doublage français

### Premier doublage (1962-1997)
- Guy Piérauld : Bugs Bunny
- Pierre Trabaud : Daffy Duck
- Georges Aminel : Grosminet
- Jean Droze : Porky Pig
- Claude Joseph : Sam le pirate / Taz / Pépé le putois / Charlie le coq
- Roger Carel : Charlie le coq / Elmer Fudd
- Albert Augier : Elmer Fudd
- Serge Lhorca : Speedy Gonzales
- Lita Recio : Mémé / Hazel la sorcière
- Arlette Thomas : Titi
- Jacques Ciron : Elmer Fudd (parfois)
- Claude Nicot : Sam le pirate (1re voix)
- Jean-Claude Montalban : Pépé le putois (2e voix - Doublage VHS)
- Jacques Dynam : voix diverses

Avec la participation de :
- Gérard Hernandez
- Henri Labussière
- Alfred Pasquali
- Francis Lax
- Henry Djanik
- Philippe Dumat
- Georges Atlas
- Jacques Balutin
- Richard Leblond
- Edgar Givry
- Philippe Peythieu
- Gilbert Lévy
- Patrick Messe
- Patrick Guillemin

Version française réalisée par Société nouvelle de doublage (S.N.D) et PM Productions
Direction artistique : Jean Droze.

### Nouveau doublage (depuis 1997)
En 1997, tous les épisodes des Looney Tunes ont été redoublés.
- Gérard Surugue : Bugs Bunny
- Patrick Guillemin puis Emmanuel Garijo : Daffy Duck / Taz
- Odile Schmitt : Lola Bunny
- Patricia Legrand : Titi / Hennery le faucon / Hazel la sorcière
- Patrick Préjean : Grosminet / Sam le pirate
- Barbara Tissier : Mémé
- Michel Mella : Porky Pig / Speedy Gonzales
- Jeanne Savary : Petunia Pig
- Patrice Dozier : Elmer Fudd
- Benoît Allemane : Charlie le coq
- Jean-Loup Horwitz : Sylvestre Junior / Marvin le Martien
- François Carreras : Pépé le putois
- Bernard Métraux : Annonceur

Avec la participation de[réf. nécessaire] :
- Jean-Claude Donda
- Éric Métayer
- Bernard Alane
- Emmanuel Jacomy
- Marc Saez
- Pascal Renwick
- Marie-Charlotte Leclaire
- Michel Vigné
- Jean-Michel Farcy
- Alexis Tomassian

Version française réalisée par Dubbing Brothers.
Direction artistique : Perrette Pradier.

## Produits dérivés

Le ferry Moby Aki de la compagnie Moby Lines arborant sur sa coque une livrée à l'effigie des Looney Tunes.

Comme pour de nombreuses bandes dessinées à succès les personnages des Looney Tunes ont fait l'objet de vente en produits dérivés (figurines, jouets, porte-clés, vaisselle décorée et gadgets variés). Une déclinaison plus originale voit le jour en 2004 lorsque l'armateur italien Onorato acquiert une licence de la Warner Bros pour la décoration des navires de sa filiale Moby Lines, compagnie maritime desservant notamment la Sardaigne et la Corse depuis l'Italie continentale. La coque et les superstructures des car-ferries (de plus de 170 mètres de long pour les plus imposants) arborent ainsi des représentations des personnages les plus emblématiques de la franchise tels que Bugs Bunny, Titi, Sylvestre, Vil Coyote, Bip Bip, Daffy Duck ou encore de Taz. Les aménagements intérieurs ne sont pas en reste puisque la plupart des locaux publics (restaurants, bars, boutiques, coursives, salles de jeux pour jeunes enfants) sont décorés de mannequins en fibre de verre et résine représentant ces mêmes personnages installés dans divers endroits dans des poses familières.

### Jeux vidéo
Un bon nombre de jeux vidéo sont inspirés des séries Looney Tunes et de leurs personnages, et sont sortis sur une pléiade de consoles (de salon ou portables) incluant NES, Atari 2600, Super Nintendo, Master System, MS-DOS, Mega Drive, Saturn, Game Gear, Game Boy, Game Boy Color, Microsoft Windows, PlayStation, Nintendo 64, Xbox, Wii, PlayStation 2, Nintendo DS,, etc.

### Séries télévisées
- Les Tiny Toons (1990-1995)
- Titi et Grosminet mènent l'enquête (1995-2002)
- Duck Dodgers (2003-2005)
- Baby Looney Tunes (2002-2005)
- Les Loonatics (2005-2007)
- Looney Tunes Show (2011-2013)
- Bugs ! Une production Looney Tunes (2015-2020)
- Looney Tunes Cartoons (2020-2023)
- Bugs Bunny Constructeurs (2022-...)
- Tiny Toons Looniversity (2023-...)

### Fiction audio
- Looney Tunes Presents: Bugs & Daffy’s Thanksgiving Road Trip (2021, 4 épisodes)